# Milenec lady Chatterleyové
Milenec lady Chatterleyové (anglicky: Lady Chatterley's Lover) je román anglického spisovatele Davida Herberta Lawrence z roku 1928. Byl sepsán v Itálii a poprvé vydán ve Florencii v anglickém jazyce. V následujícím roce 1929 vyšel v Paříži. Ve Spojeném království byl po jeho vydání v roce 1932 soudně zakázán až do roku 1960, neboť byl do té doby klasifikován jako pornografie. V USA román vyšel v roce 1959 a hned se stal předmětem soudního sporu. Kniha, která měla velký, avšak skandální úspěch, vypráví příběh o fyzickém vztahu mezi aristokratkou a mužem z nižší společenské třídy a explicitně popisuje jejich sexuální vztah.
V Česku román poprvé vyšel v nakladatelství Odeon v roce 1930.

## Obsah
Hlavní postavou románu je mladá vdaná žena Constance (Lady Chatterleyová), jejíž manžel, baronet Clifford Chatterley, v důsledku zranění z první světové války ochrnul od pasu dolů a stal se tak impotentním. Sexuální frustrace jeho manželky po čase vyústí v její snahu navázat mimomanželský milostný poměr. První její milenec (Michaelis) však Constance plně neuspokojuje a sexuální naplnění a opravdovou lásku nalézá až u hajného svého muže Olivera Mellorse, se kterým nakonec i počne dítě.
Přestože byl tento román dlouho považován za pornografii, vzbudil ve Velké Británii i jinde značné pohoršení hlavně kvůli mistrovsky psané subtilní kritice tehdejších společenských poměrů. Erotická nespoutanost má v románu spíše revoluční a očistnou funkci. Román je popisem života dvou lidí z rozdílných společenských vrstev, kteří cítí vnitřní nespokojenost se stavem vnějšího světa a se svou rolí v něm. Jejich milostné sblížení, plné fascinace základními, od přírody danými principy života, je odpovědí na zmechanizovaný svět a sešněrované konvenční vztahy, které jsou pro obě hlavní postavy románu útrpně snášenou bolestí společnosti.
Tento román může být plošně vnímán jako milostná aféra sexuálně neuspokojené ženy z takzvané vysoké společnosti, jeho síla je ale právě v hlubokých pocitech a úvahách, které nakonec hlavní hrdinku přivedou do náruče stejně smýšlejícího a cítícího muže, jakkoli se to může zdát skandální.
Slovník světových literárních děl uvádí jako jeden z důležitých prvků románu sociolingvistickou charakteristiku postav: „Jazykové odlišení obou milenců (intelektuální mluva lady Chatterleyové a hornické nářečí z Derby, kterým hovoří Mellors) nese výrazný společenskokritický moment. Tak je i v jazykové a stylové rovině veden útok na přežívající kastovnictví viktoriánské společnosti.“ V prvním českém vydání v překladu Staši Jílovské bylo Mellorsovo nářečí z hrabství Derbyshire nahrazeno moravsko-ostravským nářečím vítkovických horníků. V dalších vydáních pak bylo „převedeno na prostou lidovou mluvu, která je čtenářům srozumitelnější“, jak jejich překladatel popisuje ve své poznámce na konci knihy.

## Odvozená díla
Na motivy knihy bylo natočeno několik filmů, např.:
- Lady Chatterley's Lover, 1981
- Milenec lady Chatterleyové režiséra Viktora Polesného z roku 1998 se Zdenou Studenkovou v titulní roli
- Mladá Lady Chatterleyová
- Mladá Lady Chatterleyová II.

## Rozhlasová adaptace
Román byl v Českém rozhlasu zpracován jako třináctidílná dramatizovaná četba na pokračování v rámci pořadu Četba s hvězdičkou. Pro rozhlas upravil Ludvík Němec, v režii Lukáše Kopeckého čtou Petra Bučková a Jiří Dvořák.
V tomtéž roce vydalo Audiostory svoji nahrávku tohoto románu, jen s minimálním zásahem do textu (oproti rozhlasové nahrávce.)